# Mauro Da Dalto
Mauro Da Dalto (né le 8 avril 1981 à Conegliano, dans la province de Trévise, en Vénétie, Italie) est un coureur cycliste italien professionnel entre 2006 et 2013.

## Biographie
Mauro Da Dalto commence sa carrière professionnelle en 2006 dans l'équipe Liquigas, au sein de laquelle il a été stagiaire en 2005. Il signe en 2009 dans l'autre équipe ProTour italienne, la Lampre. Toujours en tant qu'équipier, il dispute avec cette équipe son premier Tour d'Italie en 2009 et son premier Tour de France en 2010.
Après deux saisons passées à la Lampre, durant lesquelles il est mêlé à l'affaire Mantoue, Da Dalto décide de revenir dans l'équipe de ses débuts en 2011, la Liquigas-Cannondale. Il a comme but principal d'aider ses coéquipiers sur tous les terrains. Il dispute le Tour d'Espagne 2011 et 2012.
Il commence la saison 2013 à l'occasion du Tour de San Luis. Il dispute ensuite le Trofeo Laigueglia et termine 136e de Paris-Nice. Il est aligné sur les classiques flandriennes où il a pour rôle d'épauler son leader Peter Sagan qui remporte Gand-Wevelgem. Il l'aide de nouveau lors du Tour de Californie mais abandonne le 3e jour de course.

## Palmarès
- 1997
  - 2e de la Coppa d'Oro
- 2004
  - Medaglia d'Oro Frare De Nardi
  - Gran Premio Rinascita
  - 4e étape du Giro delle Valli Cuneesi
  - 2e du Trofeo Gianfranco Bianchin
  - 3e du Gran Premio Inda
  - 3e du Gran Premio Ciclistico Arcade
- 2005
  - Gran Premio Rubega
  - Coppa Caduti di Reda
  - Gran Premio Sportivi di Podenzano

## Résultats sur les grands tours

### Tour de France
1 participation
- 2010 : 123e

### Tour d'Espagne
3 participations
- 2007 : 101e
- 2011 : 147e
- 2012 : 130e

### Tour d'Italie
1 participation
- 2009 : 120e